# Luke Knapke
Luke Andrew Knapke (Maria Stein, Ohio, 10 de enero de 1997) es un exbaloncestista estadounidense. Con 2,11 metros de estatura, jugaba en la posición de pívot.

## Trayectoria deportiva

### Universidad
Jugó cuatro temporadas con los Rockets de la Universidad de Toledo (Ohio), en las que promedió 10,9 puntos, 6,3 rebotes, 1,6 asistencias y 1,5 tapones por partido. En su última temporada fue incluido en el tercer mejor quinteto de la Mid-American Conference, tras liderar la conferencia en tapones, promediando 1,9 por partido.

### Profesional
El 18 de abril de 2020 firmó su primer contrato profesional, con el Limburg United de la Pro Basketball League, la primera división del baloncesto belga.